# Sia Jen
Sia Jen (čínsky pchin-jinem Xià Yán, znaky 夏言, 1482–1548) byl čínský politik v říši Ming. Za vlády císaře Ťia-ťinga v druhé třetině 16. století zaujímal vysoké postavení v těsné blízkosti císaře, v letech 1531–1537 vykonával funkci ministra obřadů, poté velkého sekretáře, přičemž v letech 1538–1548 stál s přestávkami v čele velkého sekretariátu.
Pocházel z okresu z Kuej-si v jihočínské provincii Ťiang-si. Roku 1517 složil nejvyšší stupeň úřednických zkoušek, palácové zkoušky, a nastoupil úřednickou kariéru. Zprvu sloužil jako kontrolní úředník v úřadu dohledu nad ministerstvem vojenství, později v úřadu dohledu nad ministerstvem státní správy. Zde se projevil jako pečlivý a důsledný, energický, a také otevřený a nebojácný politik. Roku 1530 návrhy na reformy obřadů získaly pozornost a přízeň císaře Ťia-ťinga, což mu vyneslo povýšení na ministerstvo obřadů a později i úřad velkého sekretáře. Jako ministr a velký sekretář prosazoval rozhodnou a bojovnou zahraniční politiku, ve vnitřní politice nebyl tak výrazný. Po určitou dobu se těšil panovníkově přízni, postupně ji však ztratil, když jeho podpora císařova zaujetí taoistickými obřady měla své meze a v politických záležitostech spíše trval na svých názorech, než aby se přizpůsoboval změnám postojů císaře. Nakonec roku 1548, kvůli rozporům v otázce obrany severozápadní hranice, definitivně ztratil panovníkovu podporu, byl odvolán z úřadu, zatčen a popraven.

## Jména
Sia Jen používal zdvořilostní jméno Kung-ťin (čínsky pchin-jinem Gōngjǐn, znaky zjednodušené 公謹, tradiční 公谨) a literární pseudonym Kuej-čou (čínsky pchin-jinem Guìzhōu, znaky 桂洲). Za zásluhy o stát obdržel posmrtné jméno Wen-min (čínsky pchin-jinem Wénmǐn, znaky 文愍).

## Život

### Mládí a počátky kariéry, kontrolní úředník

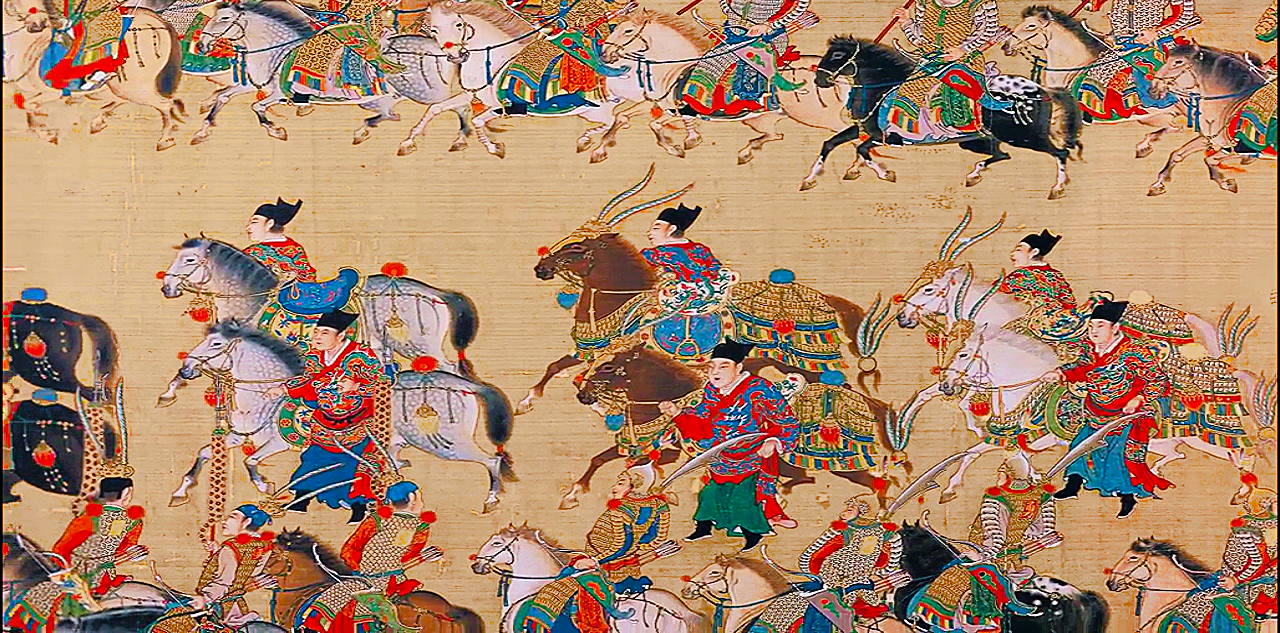
Důstojníci císařské gardy ve vyšívaných uniformách

Sia Jen se narodil roku 1482, pocházel z Kuej-si (v 21. století městský okres v městské prefektuře Jing-tchan) v provincii Ťiang-si Rodina byla původně registrována jako vojenská domácnost, ale Sia Jenův otec úspěšně prošel všemi stupni úřednických zkoušek a roku 1496 složil i nejvyšší z nich – palácové zkoušky – a získal titul ťin-š’. Poté působil jako úředník v Pekingu, kde vyrůstal i jeho syn. Sia Jen studoval konfucianismus, také se přihlásil k úřednickým zkouškám, postupně složil jejich nižší  stupně a roku 1517 absolvoval i palácové zkoušky a získal titul ťin-š’. Poté zahájil úřední kariéru.
Od roku 1520 působil v Pekingu jako jako tajemník úřadu dohledu nad ministerstvem vojenství. Po nástupu císaře Ťia-ťinga roku 1521 se účastnil čistky úředníků viněných z korupce a excesů předešlého režimu zemřelého císaře Čeng-teho (vládl 1505–1521). Zaměřil se zejména na ministra státní správy Wang Čchiunga, kterého obvinil z přijímání úplatků od knížete z Ning (který roku 1519 povstal a obsadil část provincie Ťiang-si; povstání během několika týdnů zlikvidoval Wang Jang-ming, tehdy velký koordinátor sün-fu na jihu Ťiang-si), ze spojenectví s eunuchy blízkými Čeng-temu, z potlačování kritiky čestných hodnostářů a podobně. Analogicky obvinil i ministra vojenství Wang Siena. Obvinění byla vykonstruovaná; fakticky Wang Čchiung podporoval Wang Jang-minga a měl tak nepřímý podíl na porážce knížete z Ning. Avšak proti Wang Čchiungovi se stavěl velký sekretář Jang Tching-che, začátkem 20. let nejvlivnější osobnost vlády, který u mladého císaře Ťia-ťinga dosáhl odvolání Wang Čchiunga i Wang Siena. V rámci široce zaměřených čistek civilních i vojenských úřadů byl Sia Jen dále pověřen prověrkou důstojníků, se zaměřením na příbuzné a stoupence Čeng-temu blízkých eunuchů a  oblíbenců. Se svou typickou pečlivostí a důsledností sestavil seznam 3199 nehodných osob, které navrhl zbavit úřadů a důstojnických hodností. Z nich byla odvolána jen část, proti čemuž protestoval ještě o tři roky později; tehdy císař, ve snaze vyhnout se rozsáhlé čistce, reagoval příkazem k dalšímu prošetření spisů dotyčných, fakticky odložením záležitosti. Sia Jen reagoval ostře: „Jsem šokován a nevím, jak reagovat… vždyť je v ohrožení bezpečnost státu.“ Vzápětí protestoval i proti aktuálnímu jmenování nevhodných osob důstojníky (šlo o jmenování mladších bratrů kojných Ťia-ťinga do gardy ve vyšívaných uniformách), s tím, že ho „šokuje“ opakování negativních praktik Čeng-teho režimu.
Kromě čistky v armádě se Sia Jen podílel i na pozemkové reformě v Pej č’-li, pekingském regionu. Kvůli nízké úrodnosti půdy a obtížnému hospodaření v záplavových oblastech zde byli drobní rolníci v počátcích mingského státu osvobozeni od daní. Postupně však své pozemky ztráceli ve prospěch císařových oblíbenců, příbuzných vlivných eunuchů, aristokratů a úředníků, kteří o ně měli zájem kvůli daňovým výhodám. Po smrti císaře Čeng-te Jang Tching-che a jeho političtí spojenci v rámci nápravných reforem a tažení proti Čeng-teho oblíbencům z cca 1,4 milionu hektarů takových pozemků asi desetinu zabavili a vrátili drobným rolníkům. Sia Jen považoval rozsah konfiskací za nedostatečný a protestoval v případech, kdy postižení eunuchové a aristokraté získali podporu panovníka a domohli se vrácení zabaveného majetku.
V červnu 1524 zemřela Sia Jenova matka, kvůli smutku proto rezignoval a vrátil se domů do Kuej-si. Vzhledem k ostrým politickým sporům mezi císařem a vládou nespěchal s návratem do státní služby. Do Pekingu dorazil až koncem jara 1528 a převzal své staré místo tajemníka úřadu dohledu nad ministerstvem vojenství. Koncem roku dostal za úkol posoudit výkony účastníků a vyřešit následky nepokojů v provincii Šan-si. Totiž na jihovýchodě Šan-si, v okrese Ling-čchuan, od počátku 20. let působila lupičská banda vedená členy rodiny Čchen, která čítala několik desítek až stovek ozbrojenců a terorizovala několik okresů na pomezí Šan-si a Che-peje. Několik pokusů místních úřadů o porážku banditů skončilo neúspěchem, a neuspěly ani pokusy o jednání s nimi. Až na podzim 1528 se po několikaměsíčních přípravách podařilo koordinovaným útokem ze čtyř směrů bandu rozprášit a osvobodit zajaté civilisty (bandité totiž před závěrečným útokem unesli 2300 lidí, aby měli pracovní síly na budování obrany a doplnili své řady). Sia Jen vypracoval hodnocení všech úředníků a důstojníků, kteří se zapojili do likvidace banditů, a neváhal přitom podrobit kritice nerozlišování mezi zatvrzenými bandity a venkovany, kteří s nimi nedobrovolně spolupracovali. Kritizoval také velitele, kteří odkládali zásah s nadějí, že se situace zhorší, v bojích padne více lidí a budou moci vykázat více zabitých nepřátel. Během několikaměsíční cesty do regionu organizoval návrat zajatců do jejich domovů a pomoc postiženému obyvatelstvu. V neposlední řadě vypracoval detailní plán administrativní reorganizace oblasti, přičemž navrhl v odlehlém horském údolí, kde sídlili bandité, zřídit nový okres, nadřízený krajský úřad povýšit na prefekturu a přidělit mu dostatečné policejní síly. V novém okresu naplánoval velikost a rozmístění policejních hlídek, opevnění přechodů do provincie Che-nan a rekonstrukci komunikací; součástí plánu byl i požadavek obsazení okresního a prefekturního úřadu schopnými úředníky. Po konzultaci s ministerstvy císař Sia Jenovy návrhy potvrdil.
Po návratu do Pekingu se Sia Jen ještě téhož roku 1529 dočkal povýšení na hlavního tajemníka úřadu dohledu nad ministerstvem státní správy. Ve snaze o upoutání pozornosti císaře Ťia-ťinga a získání vysokých úřadů se rozhodl využít panovníkova zájmu o problematiku rituálů a obřadů; vypracoval proto projekt reforem obřadů obětování Nebesům a Zemi, každoročně prováděných císařem, který mu předložil v únoru 1530. Ťia-ťing návrh přivítal a předal ho ke konzultacím. Proti reformám se postavil jeden z bývalých podporovatelů Ťia-ťinga ve sporu o obřady v první polovině 20. let a trval na svém i po císařově výzvě k přehodnocení svého odporu; císař ho nechal zatknout, propuštěn byl po měsíci, když odvolal svůj nesouhlas. Poté návrh získal všeobecnou podporu a úprava obřadů byla zavedena (spočívala zejména v oddělení obětování Nebesům od obětování Zemi).

### Ministr obřadů
Roku 1531 císař Ťia-ťing jmenoval Sia Jena ministrem obřadů. Jako ministr obřadů odpovídal za organizaci císařských rituálů a obřadů, zahraniční vztahy, státní konfuciánské školy a úřednické zkoušky a záležitosti členů císařského rodu. Ministrem zůstal do ledna 1537. Stávající první velký sekretář Čang Fu-ťing vnímal nového ministra jako soupeře v boji o císařovu přízeň a pokusil se ho zdiskreditovat, ale neuspěl a Sia Jen si udržel úřad i panovníkovu podporu.

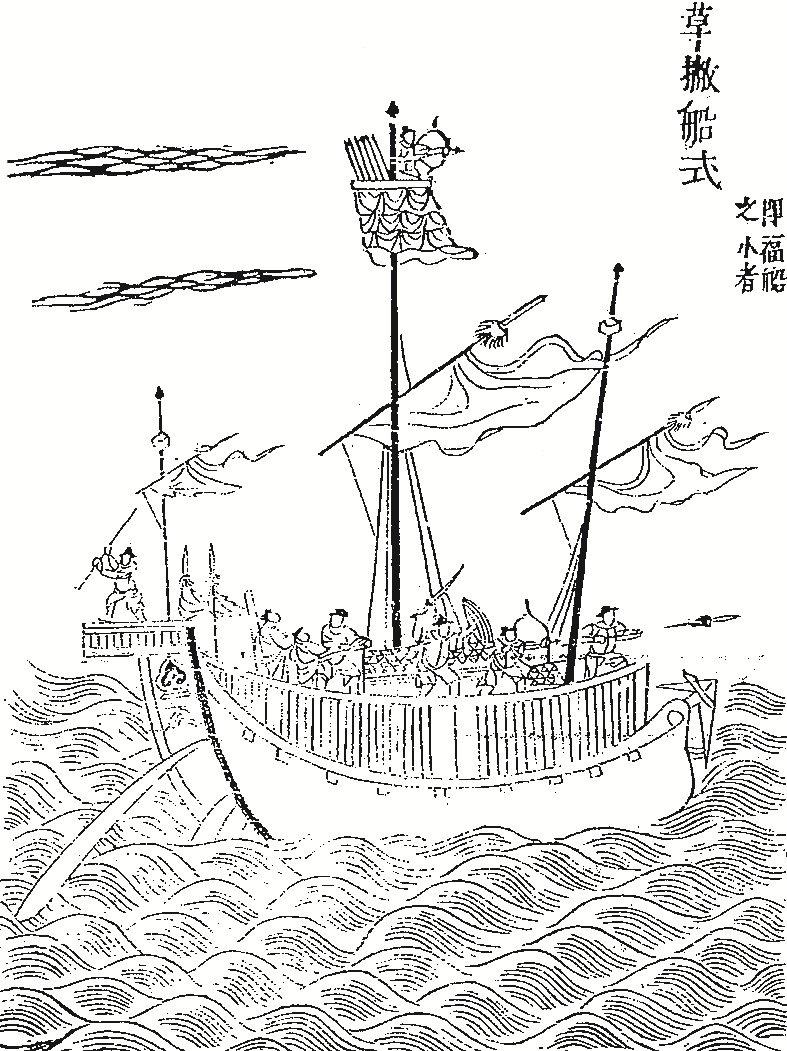
Čínská válečná džunka, Čchou-chaj tchu-pien (Ilustrovaná kniha námořní obrany, 1562.

Zahraničním vztahům se Sia Jen věnoval i před jmenováním ministrem; už roku 1523 vypracoval obsáhlé memorandum o vztazích s Japonskem. Toho roku připlula do přístavního města Ning-po v provincii Če-ťiang japonská delegace s tributem. Ve městě se však dostali do sporu zástupci japonských rodů Óuči a Hosokawa, což vyústilo v ozbrojené srážky a poničení města. Mingskými úřady byl zatčen vůdce Hosokawů, Číňan Sung Su-čching, a několik jeho společníků, ale vůdce Óučiů, Šusecu Gendo, před návratem do Japonska se stovkou svých mužů drancoval a loupil v Chang-čou, hlavním městě Če-ťiangu, za neschopného přihlížení provinčních úřadů. Sia Jen v memorandu podal přehled čínsko-japonských vztahů a požadoval potrestání neschopných úředníků i japonských vetřelců. Ohledně Číňanů spolupracujících s Japonci, jako byl Sung Su-čching, navrhoval napíchnout jejich hlavy na kůly před branami města.
Jako ministr se choval mírněji a řešil běžné problémy zahraničních vztahů; tak nedávno přistěhovalí Mongolové od jezera Kukunor žádali o přijetí mezi závislá náčelnictví, Tibeťané z Min-čou v Kan-su si stěžovali, že za své koně dostávají méně než sousední Mongolové a Chuejové, a žádali o zvýšení kvóty čaje, který si delegace mohla nakoupit. O přijetí žádali také zástupci desítek států a státečků ze zemí ležících západně od Číny, z vnitřní a střední Asie. Po vzniku říše Ming ve 14. století byli však pouze tři panovníci západních zemí uznáni za krále (wang), a sice vládci Turfanu, Samarkandu a Arábie; kdežto aktuálně se za krále prohlašovalo ne méně než 155 tamních vladařů. Jejich dary byly však neodpovídající a ve skladech ministerstva ani nebylo dost drahocenností pro tolik králů. Sia Jen proto navrhl, a císař schválil, aby vyslanci pochybných králů byli na hranicích odmítnuti a třem zmíněným panovníkům bylo vysvětleno, že ve svých regionech mají nastolit pořádek v hodnostech místních náčelníků. Miaoský náčelník pacifikačního úřadu v Kchaj-li v provincii Kuang-si dosáhl odpuštění tributu (odváděného v koních) na sedm let, kvůli poničení jeho země v občanské válce. Potíže vyvolali Urianchajci, Mongolové sídlící na severovýchodní hranici, kteří měli od počátku 15. století blízké vztahy s mingským státem a výsadní postavení v obchodním styku (mohli přinášet tribut a obchodovat každých půl roku), ale roku 1533 někteří z nich podnikli loupeživý nájezd na mingské území. Korejským vyslancům se roku 1534 dostalo privilegia, že jednou za pět dní mohli v doprovodu oficiálního tlumočníka navštívit pekingské trhy (zatímco dosud, jako ostatní vyslanci, po celou dobu své mise setrvávali v areálu Úřadu překladatelů). Roku 1535 proběhla úspěšná cesta mingského úředníka do království Rjúkjú, kde potvrdil místního krále. Roku 1536 se na hranici objevili ťienčouští Džürčeni bez povinného tributu (koní), zato v počtu téměř pěti set osob; do Číny bylo povoleno vstoupit pouze obvyklým 80 z nich. Po narození císařova syna v listopadu 1536 byla s radostnou zprávou rozeslána poselstva do okolních zemí, ale Sia Jen mezi ně odmítl zařadit Vietnam s odůvodněním, že už dvacet let neposílá tribut a současný panovník Mạc Thái Tông je nelegitimní uzurpátor. Ministr vojenství a válečnická strana ve vládě vedená Kuo Sünem, reagovali návrhem na trestní expedici. O celé záležitosti se rozhořela diskuze, která trvala do počátku 40. let; přičemž císař váhal mezi uznáním dynastie Mạc, vládnoucí většině země, a invazí do Vietnamu. Zatímco Sia Jen a další podporovali invazi, Sia Jenův nástupce na ministerstvu obřadů Jen Sung doporučoval spíše vyčkat na výsledek vietnamské občanské války a uznat faktickou vládu země. Nicméně od roku 1538 se v jižních provinciích shromažďovala vojska určená k invazi, na což znepokojená vláda dynastie Mạc reagovala opakovanými žádostmi o přijetí Vietnamu mezi mingské vazaly. Záležitost císař Ťia-ťing uzavřel roku 1541 vyhověním žádosti dynastie Mạc a uznal ji za závislý stát.

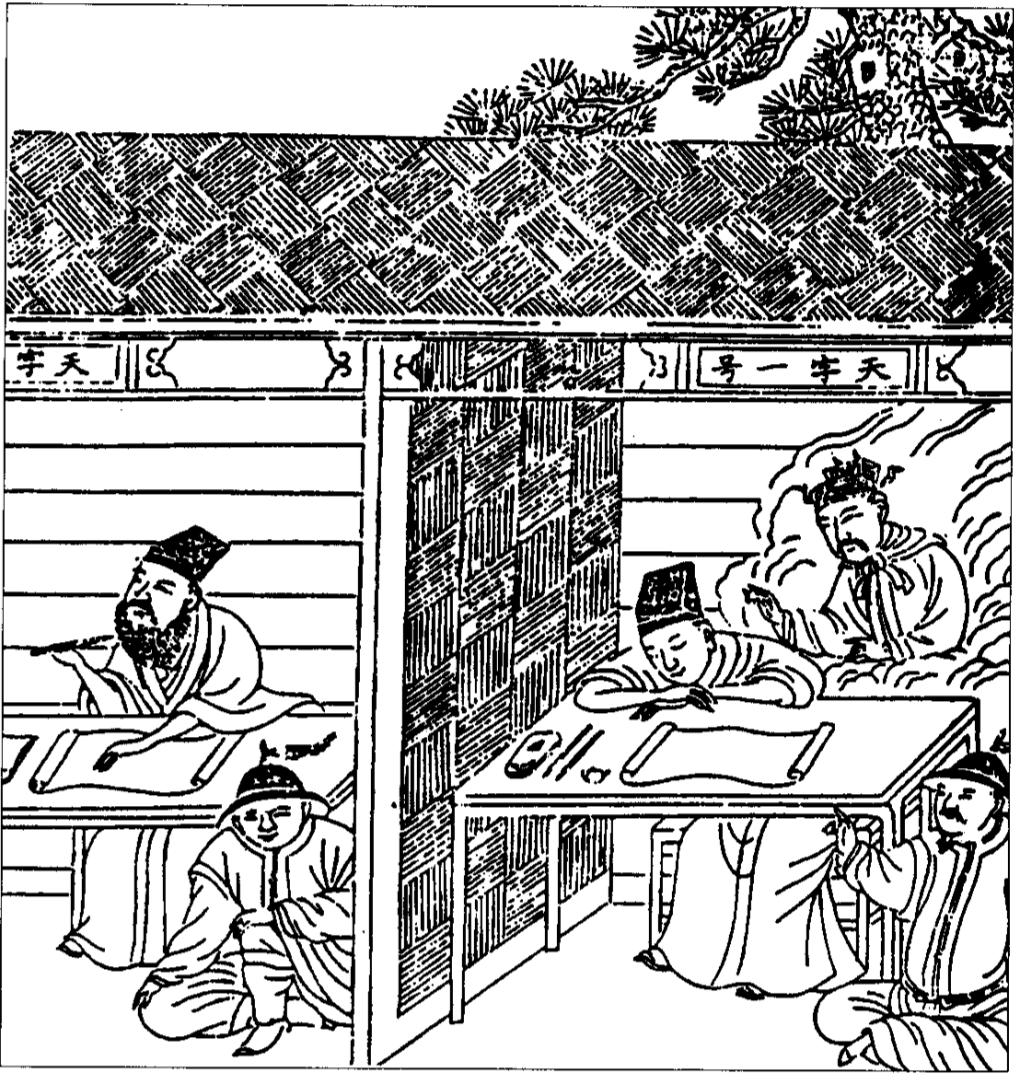
Kandidáti se svými sluhy u úřednických zkoušek

Ministerstvo obřadů dohlíželo i na úřednické zkoušky. Sia Jen se snažil přimět zkušební komise k preferování přímého a jednoduchého vyjadřování kandidátů a odmítání spletitých a nepřehledných esejů. Věnoval pozornost i sbírkám esejů úspěšných kandidátů, publikovaným k poučení studentů. S jejich kvalitou nebyl spokojen a před vydáním požadoval redakční kontrolu a úpravu esejů na žádoucí vzorovou kvalitu. Problematický byl stav státní univerzity Kuo-c’-ťien. Studenti z prefekturních, krajských a okresních škol, kteří postupovali na univerzitu, byli příliš staří, nízké kvality a pro státní správu vesměs nepoužitelní. Důvodem byl systém výběru: pouze několik procent studentů místních škol byli takzvaní stipendijní studenti, kteří dostávali státní podporu; o jejich místa byl proto velký zájem a získávali je studenti z majetných rodin, kteří byli schopní si je zakoupit od dosavadních držitelů. Ze stipendijních studentů byli na univerzitu posíláni podle pořadníků ti nejdéle čekající, kteří zpravidla opakovaně propadli u provinčních zkoušek. Sia Jen se nepokusil o zásadnější reformu, omezil se na zavedení pravidla, že studenti vyřazení při příchodu na univerzitu jako zjevně neodpovídající a přestárlí, se vrátí domů, ale při zachování postavení a výsad studentů. Později studentům ze vzdálených provincií, kteří propadli u vstupních testů, umožnil setrvání v Pekingu do příštích zkoušek. Pokusil se pozvednout prestiž univerzity zorganizováním návštěvy císaře na ní, což se podařilo roku 1533. Snažil se také pomoci studentům z okrajových regionů; studentům z Liao-tungu bylo umožněno skládat provinční zkoušky v Pekingu, aby  si ušetřili namáhavou cestu do Šan-tungu (poloostrov Liao-tung patřil do provincie Šan-tung, ale po přerušení námořního spojení koncem 15. století museli studenti obcházet celý Pochajský záliv), a studenti z provincie Kuej-čou se dočkali vlastních provinčních zkoušek v Kuej-linu, hlavním městě provincie; dosud je skládali v sousední provincii Jün-nan.
Sia Jenovo ministerstvo odpovídalo také za záležitosti spojené s císařským rodem. Když začátkem roku 1534 císař informoval Sia Jena o jmenování nové císařovny a povýšení několika konkubín, ministerstvo zorganizovalo slavnostní oznámení změn císařovým předkům v jejich chrámu a také výběr tří nových císařských konkubín na doplnění jejich stavu. Proces zahrnoval výzvu k vhodným rodinám vybraných regionů, aby zaslaly dívky náležitých vlastností (bezvadné chování a projev, i postava) a věku (13–16 let) a jejich shromáždění v Pekingu, výběr deseti nejlepších matronami z císařského paláce a z nich určení tří budoucích konkubín císařovou matkou. Zprvu se předpokládalo shromáždění stovky kandidátek, Sia Jen však soudil, že je to málo. Nakonec jich přijelo do Pekingu 1258. Ministerstvo muselo věnovat nemalou pozornost i potvrzování a odsouhlasování nástupu nových knížat po svých předchůdcích, jejich svatbám, žádostem a stížnostem, ale i řešení jejich prohřešků. Podílelo se také na organizaci císařovy cesty k hrobkám mingských císařů roku 1536, následných opravách hrobek a výstavbě hrobky pro Ťia-ťinga.

### Velký sekretář

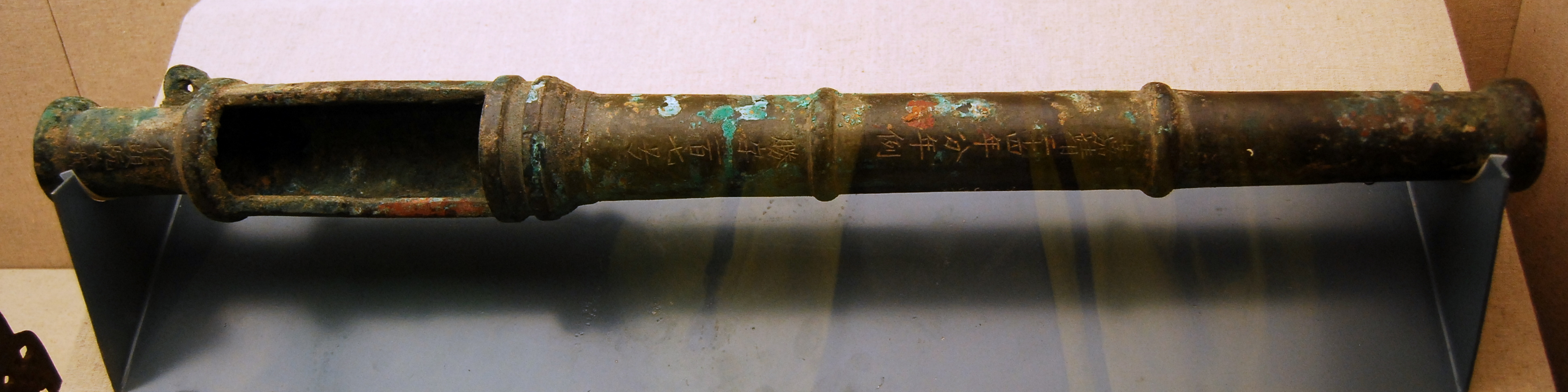
Mingské měděné dělo vyrobené roku 1545, Muzeum hlavního města, Peking

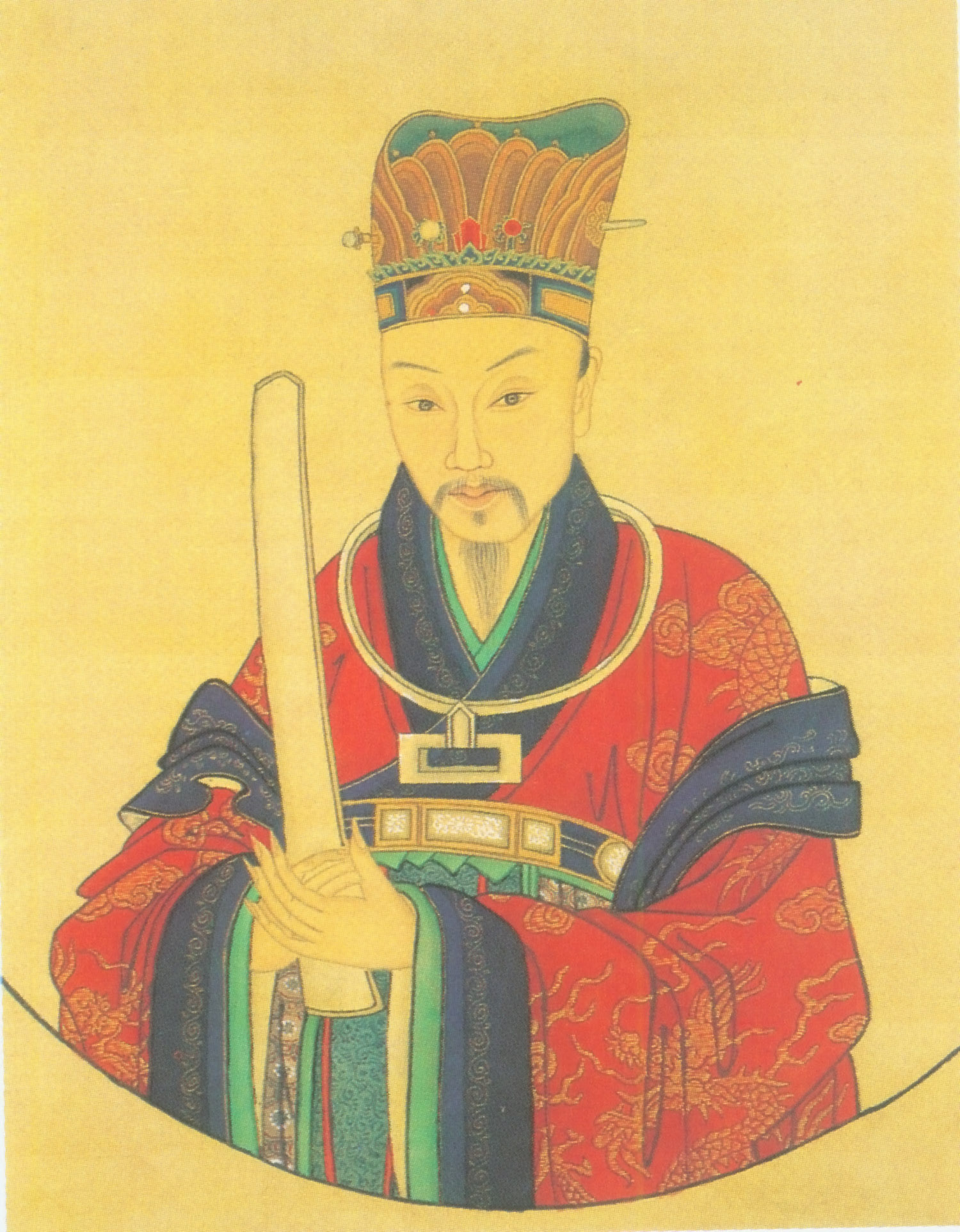
Jen Sung, Sia Jenův nástupce v úřadu ministra obřadů i na místě prvního velkého sekretáře

Roku 1535 se zúžil velký sekretariát; odvolán byl Čang Fu-ťing, stojící v jeho čele, a později téhož roku zemřel Fej Chung, takže zůstal jen nevýrazný Li Š’. K doplnění sekretariátu 23. ledna 1536 jmenoval císař Ťia-ťing Sia Jena velkým sekretářem.
Sia Jen byl energický a kompetentní, také talentovaný, vynikající spisovatel, nebojácný a otevřený. Před polovinou 30. let byl jedním z mála úředníků, kteří se odvážili oponovat vlivnému velkému sekretáři Čang Fu-ťingovi. Nescházela mu však i tvrdohlavost a svárlivost. Vzestup a přízeň císaře Ťia-ťinga si získal zejména svou aktivitou při reformách obřadů. Ťia-ťing ho považoval za nezapojeného do stranických půtek a povýšil. Udělil mu také vysoký čestný titul „opora státu“ (ču kuo), který dosud neobdržel žádný civilní úředník. Poté se ale Sia Jen stal méně pozorným k přáním panovníka; někdy trávil večery s přáteli a nebyl tak okamžitě císaři k dispozici, což využívali konkurenti v soupeření o císařovu přízeň, zejména vévoda Kuo Sün. Časem Sia Jenův vztah s císařem poškodil i jeho rezervovaný postoj k taoistickým rituálům; modlitby požadované císařem psal s ochotou, ale jeho účast v taoistických obřadech měla své meze. Také nedokázal reagovat na změny císařových postojů a v politických diskuzích trval na svém, proto postupně ztratil panovníkovu důvěru.
V zahraniční politice Sia Jen zaujímal bojovné postoje; ve druhé polovině 30. let podporoval vojenský zásah ve Vietnamu, zatímco jeho nástupce na ministerstvu obřadů Jen Sung hájil smířlivější postoj. Do vysokých úřadů Sia Jen vyzdvihoval podobně bojovně naladěné politiky, jako byl on sám; tak roku 1546 byl vrchním velitelem cung-tu v severní Šan-si jmenován Ceng Sien, který vzápětí porazil mongolské nájezdníky a roku 1547 předložil komplexní návrh dalšího postupu vůči Mongolům. Plán zahrnoval jak rekonstrukci obranných valů od Ning-sia po Šen-si, tak každoroční jarní preventivní útoky na Mongoly v Ordosu. Sia Jen návrh podpořil, i když mnozí zkušení hodnostáři byli proti, zejména Weng Wan-ta, v letech 1542–1550 vrchní velitel cung-tu v Süan-fu a Ta-tchungu. Weng Wan-ta považoval Ceng Sienův plán za nerealistický. Roku 1547 Sia Jen prosadil jmenování zkušeného úředníka Ču Wana do nově zřízené funkce „velký koordinátor Če-ťiangu a náčelník pobřežní obrany Če-ťiangu a Fu-ťienu“. Ču Wan energicky likvidoval piráty a pašeráky na jihovýchodním pobřeží, za pobouření místních vlivných obchodnických i úřednických rodin, které přicházely o zisky z (nelegálního) obchodu. S odvoláním Sia Jena z úřadu roku 1548 oslabila i pozice Ču Wana, který byl roku 1549 zbaven funkce a bylo zahájeno šetření jeho akcí, na což reagoval sebevraždou.
V květnu 1539 Sia Jen na několik dní přišel o úřad kvůli nedostatku úcty k panovníkovi a nepřesnostem v práci. Ani poté neustupoval ze svých zásad; ve 40. letech si například odmítal na schůzky s císařem brát taoistickou čapku s odůvodněním, že není součástí úředního oděvu. Císař to hodnotil jako útok na svou autoritu. Politicky byla léta 1539–1541 bez větších problémů, hodnostáři kolem Ťia-ťinga se tak mohli soustředit na vzájemné soupeření. Tehdy byli nejbližšími rádci císaře, kteří mu byli k dispozici v jeho paláci v Západním parku, markýz Kuo Sün, vévoda Ču Si-čung, markýz Cchuej Jüan, velitel Wu Ťing-che, velcí sekretáři Sia Jen a Čaj Luan a ministr obřadů Jen Sung, přičemž Sia Jen a Kuo Sün se nesnášeli. V září 1541 Sia Jen opět přišel o funkci; císař sice zamítl jeho žádost o uvolnění z úřadu kvůli trvalým sporům s Kuo Sünem, ale vzápětí ho přesto odvolal, když ho Sia Jen rozzuřil nedbale napsanou zprávou plnou chybných znaků. Po Sia Jenově odvolání cenzoři obvinili Kuo Süna ze zneužití moci a korupce a v říjnu 1541 dosáhli jeho zatčení, ale císař pamatoval na jeho zásluhy ve sporu o obřady, a proto zakázal jeho mučení; po čase (v listopadu 1542) však ve vězení zemřel. Mezitím císař Sia Jena 2. listopadu 1541 vrátil na místo velkého sekretáře. Za necelý rok, 11. srpna 1542, však přijal jeho rezignaci. Formálním důvodem bylo špatné znamení (zatmění Slunce), fakticky ho panovník podezříval, že stál za útoky na Kuo Süna. Sia Jen sám přispěl ke svému odvolání: v té době nedocházel do svého úřadu v Zakázaném městě a všechny záležitosti vyřizoval z domova; když ho císař žádal o pobyt ve své blízkosti v Západním parku, Sia Jen reagoval zdvořilou, ale rozhodnou žádostí o svolení k odchodu z úřadu.
Sia Jen zůstal bez funkce do října 1545, místo něj vedoucí roli v sekretariátu převzal Čaj Luan, odvolaný roku 1544, a pak Jen Sung (jmenovaný velkým sekretářem v září 1542). K roku 1545 zůstal Jen Sung v sekretariátu sám. K vyvážení jeho vlivu císař 22. října 1545 Sia Jenovi přikázal, aby se vrátil do úřadu. Ačkoliv Jen Sung vděčil za svůj vzestup Sia Jenovi, na jehož návrh byl jmenován ministrem obřadů, oba státníci se nesnášeli. Sia Jen Jen Sunga ignoroval, odmítal s ním konzultovat a rušil jeho jmenování. Jen Sung se tím cítil ohrožený a spojil se s Sia Jenovými oponenty, ale císařovými oblíbenci – markýzem Cchuej Jüanem, generálem Lu Pingem a markýzem Čchiou Luanem. Když pod jejich vlivem klesla panovníkova důvěra v Sia Jena, využili k prosazení odvolání Sia Jena záležitost obrany severozápadní hranice.
V letech 1547–1548 totiž Sia Jen energicky podporoval Ceng Sienův agresivní postup vůči Mongolům v Ordosu a jeho plány na rozsáhlá tažení proti nim. Ceng Sien předpokládal, že útoky na jaře, kdy byli koně kočovníků po zimě slabí, budou mít úspěch. Požadoval k tomu 60 tisíc mužů, včetně oddílů jízdy, dělostřelectva a říčního loďstva. Císař se zprvu k plánu stavěl se sympatiemi, požádal o jeho podrobnější rozpracování, a na Ceng Sienovu žádost nechal odvolat a zatknout Čchiou Luana, náčelníka regionálního pohraničního velitelství v Kan-su podřízeného Cengovi, který se postavil proti Cengovu plánu. Později však začal váhat a nechal vytisknout stovku dotazníků, které obdrželi zainteresovaní vysocí úředníci, aby se k Cengovu plánu vyjádřili. V souhrnu byla jejich mínění opatrně pro plán. Císař však nakonec v únoru 1548 stáhl svou podporu tažení pod vlivem nepříznivých věšteb, kritiky plánu ze strany Weng Wan-taa a dalších, zpráv o nespokojenosti v Šen-si, a dopisu vězněného Čchiou Luana obviňujícího Ceng Siena ze lží a získání podpory v Pekingu pomocí obřích úplatků předaných předním hodnostářům, především Sia Jenovi. Císař Čchiou Luanovi uvěřil a propustil ho z vězení. Naopak Ceng Sien byl odvolán z funkce, zatčen a v dubnu 1548 popraven. Nepřátelé Sia Jena se pak proti němu spojili a obvinili ho z řady chyb a úplatkařství. Císař ho odvolal z úřadů a 31. října 1548 nechal popravit. Hlavním důvodem panovníkovy reakce byla ovšem Sia Jenova arogance. Poté se prvním velkým sekretářem stal Jen Sung.
Roku 1567, v rámci rehabilitace hodnostářů postižených za vlády Ťia-ťinga, obdržel Sia Jen posmrtné jméno Wen-min.